# Lagerstätte Seifenbach-Rabenberg
Die Lagerstätte Seifenbach-Rabenberg befindet sich zwischen der Siedlung Rabenberg und Neuoberhaus am Rabenberg und Schießhausberg in Johanngeorgenstadt, Sachsen. Sie wurde zur Urangewinnung durch die Schachtverwaltungen 87, 164 und 204 der Wismut AG erschlossen und abgebaut. Diese Schachtverwaltungen waren selbständige wirtschaftliche Einheiten im Objekt 08. Erschlossen wurde die Lagerstätte mit 4 Schächten, 14 Stolln, 1 Blindschacht und 20 Schürfen auf insgesamt 16 Sohlen. Das untertägige Grubenfeld umfasste etwa 1,5 km². Die Gesamtgewinnung von Uran belief sich im Zeitraum von 1947 bis 1956 auf ca. 231,3 Tonnen.

## Historischer Bergbau
Der Rabenberg war vor allem um die Wende des 17./18. Jahrhunderts Ziel einer umfangreichen Schürftätigkeit auf Zinn. Die bekannteste Grube im Revier ist die 1700 am Hinteren Rabenberg gemutete Walts Gott Fundgrube. Weiterhin bauten die Gruben Phillipi Jacobi und Drei Brüder Gesinnung auf Zinn. Eingangs des Seifenbachtales baute der 1698 verliehene Friedrich August Stolln auf dem Neuentblößt Glück Spat, einem Gang der Quarz-Sulfid-Formation. Johann Carl Freiesleben beschreibt von hier schon 1817 zersetzte Pechblende. Laut Jahresanzeige für 1854 wurden 212,5 kg Uranerz gefördert. 1858 wurde der Betrieb der unbedeutenden Grube eingestellt.

## Geologie
Die Lagerstätte Seifenbach-Rabenberg ist die nördliche Fortsetzung der Lagerstätte Neuoberhaus. Im NW ist sie durch den Eibenstocker Granit und im NO durch die Störung Rabenberg begrenzt.
Die Gesteine der Lagerstätte Neuoberhaus sind im Kontakthof des Granits kontaktmetamorph überprägte ordovizische Muskovitphyllite. Sie fallen mit 5 bis 20 Grad nach Nordost ein. Der innere Kontakthof beginnt bei einer Entfernung zum Granit von ca. 100 m bis 150 m mit der Bildung von Frucht- und Andalusitglimmerschiefer bzw. mit der Bildung von Hornfels im unmittelbaren Granitkontakt. Zusätzlich kommt es im Bereich des inneren Kontakthofes sowie am Übergang vom inneren zum äußeren Kontakthof zum Auftreten von aus Amphibolschiefern und Quarzitschiefern bestehenden Linsen. Der unterlagernde Granit streicht am NW-Rand aus und erreicht im Süden der Lagerstätte eine Teufe von 230-250 m und fällt mit 8-10 Grad nach Südost ein. Die Erzformationen waren relativ streng an bestimmte Gangstreichen gebunden. Während die durch den Altbergbau erschlossene Quarz-Kassiterit-Wolfram-Formation (qksw-Formation) auf Spat- und Morgengängen zu finden war, befand sich die durch die Wismut abgebaute Uranvererzung auf stehenden und flachen Gängen. Die im Bereich des Schachtes 204 untersuchten Spatgänge gehörten der Quarz-Sulfid-Formation (qsf-Formation) an und waren nicht bauwürdig. In der Lagerstätte traten drei stockwerksförmige Erzkörper auf. Sie waren von einem dichten Netz von vererzten Trümern durchzogen und auch das Nebengestein war zum Teil vererzt. Lokalisiert waren sie in der Bruchzone Seifenbach. Diese drei Erzkörper lieferten mit 103 t Uran 44 Prozent des Gesamtausbringens der Lagerstätte.
Quarz-Kassiterit-Wolfram-Formation (qksw-Formation)Diese Formation tritt im gesamten Bereich der Lagerstätte auf. Sie war das Ziel des Bergbaus auf Zinn bis Mitte des 19. Jahrhunderts. Die Gangfüllung besteht aus Quarz sowie Turmalin und die Vererzung beschränkt sich auf Kassiterit sowie sporadisch Wolframit.
Quarz-Sulfid-Formation (qsf-Formation)Diese Formation tritt im Nordosten der Lagerstätte, im Gebiet des Schachtes 204 auf. Die Gangfüllung besteht aus Quarz. Als Erzminerale führen diese Gänge Sphalerit, Galenit, Pyrit, Chalkopyrit, Tetraedrit und Arsenopyrit.
Kammquarz-Calcit-Pechblende-Formation (kku-Formation)Diese Formation repräsentiert die primäre Uranvererzung. Die Gangfüllung besteht aus Calcit, Siderit und Quarz. Als Erzminerale führen diese Gänge Pechblende, Pyrit und Hämatit.

## Verwaltungstechnische Entwicklung
Die Erkundungsarbeiten im Revier begannen 1947 und wurden anfangs von der geologischen Abteilung des Objektes 01 durchgeführt. Das im Jahr 1947 gegründete Untersuchungsobjekt 23 übernahm im Laufe des Jahres 1947 das Revier. 1948 wurde das Aufschlussprojekt durch die Generaldirektion der Wismut AG bestätigt, die Schachtverwaltung 87 gegründet und dem Objekt 23 zugeordnet. Im November wurde das Untersuchungsobjekt 23 in das Exploitationsobjekt 08 umgewandelt. Die Ausrichtungsarbeiten (z. B. Schachtteufe, Streckenvortrieb oder Aufwältigung) wurden durch das Objekt 12 realisiert. 1949 wurde am Westabhang des Rabenberges die Schachtverwaltung 164 und auf dem Rabenberg die Schachtverwaltung 204 gegründet. Aufgrund des Ausbleibens eines wirtschaftlichen Erfolges wurde 1952 die Schachtverwaltung 204 aufgelöst und das Revier der Schachtverwaltung 164 zugeordnet. 1952 wurde auch der Höhepunkt der Bergarbeiten erreicht. Am 1. Januar des Jahres 1953 waren in der Schachtverwaltung 2.060 Personen beschäftigt. Mit der Auflösung des Objektes 08 zum 1. Dezember 1953 wurde die Schachtverwaltungen 87 und 164 dem Objekt 01 unterstellt. Ab April 1954 wurde die beiden Schachtverwaltungen unter der Bezeichnung 87/164 zusammengelegt. Am 1. Juli 1954 wurde die Schachtverwaltung 126 angegliedert. Die Gewinnung in diesem Revier wurde 1955 eingestellt. Am 1. Februar 1956 wurde die Schachtverwaltung 87/164 nach dem Einstellen der Gewinnungsarbeiten aufgelöst. Die Restarbeiten, sowie Demontage und Verwahrung wurden durch den Schacht 51 durchgeführt.

## Bergbaubetrieb

### Ausrichtung, Vorrichtung und Abbau
Sohlen
| Sohle          | 0    | 1    | 1 ½  | 1 ¾  | 2 / 1 | 1 ½  | 2    | 2 ½  | 3    | 3 ½  | 4    | 5    | 5 ½  | 5 ¾  | 6    | 7    |
| -------------- | ---- | ---- | ---- | ---- | ----- | ---- | ---- | ---- | ---- | ---- | ---- | ---- | ---- | ---- | ---- | ---- |
| Höhe NN        | +860 | +830 | +800 | +783 | +765  | +748 | +726 | +707 | +687 | +670 | +657 | +637 | +628 | +616 | +607 | +586 |
| Betriebsbeginn | 1948 | 1949 | 1951 | 1952 | 1948  | 1951 | 1948 | 1951 | 1948 | 1948 | 1947 | 1949 | 1950 | 1950 | 1950 | 1954 |
| Betriebsende   | 1949 | 1952 | 1952 | 1953 | 1952  | 1953 | 1955 | 1954 | 1954 |      | 1955 | 1955 | 1953 | 1953 | 1955 | 1955 |

Stolln
| Stollnname               | Wismut- Schachtnummer | Revierinterne Nummer | m NN     | Sohle |
| ------------------------ | --------------------- | -------------------- | -------- | ----- |
| Wolfgang Stolln          |                       | 3                    | + 830,00 | 1     |
| Walts Gott Stolln        |                       |                      | + 820,00 |       |
|                          | 162                   |                      | + 788,00 | 1 ¾   |
| Tiefer Walts Gott Stolln |                       |                      | + 765,00 |       |
|                          | 166                   | 5                    | + 764,19 | 2 / 1 |
|                          | 234                   |                      | + 762,80 | 2 / 1 |
|                          | 243                   |                      | + 726,62 | 2     |
|                          | 165                   | 4                    | + 725,15 | 2     |
|                          | 168                   | 7                    | + 725,09 | 2     |
|                          | 164                   | 3                    | + 724,93 | 2     |
|                          | 233                   | 9                    | + 724,50 | 2     |
|                          | 163                   | 2                    | + 685,45 | 3     |
|                          | 232                   | 8                    | + 685,10 | 3     |
|                          | 146                   | 1                    | + 684,98 | 3     |
|                          | 167                   | 6                    | + 670,46 | 3 ½   |
| Friedrich August Stolln  | 40                    |                      | + 654,75 | 4     |

Schächte
| Wismut- Schachtnummer | Rasensohle m NN | angeschlagene Sohlen | Gesamtteufe in m |
| --------------------- | --------------- | -------------------- | ---------------- |
| 87                    | + 670,89        | 4, 5                 | 57,09            |
| 204                   | + 875,90        | 1, 1 ½, 1 ¾, 2 / 1   | 115,90           |
| 205                   | + 795,68        | 2 / 1                | 54,78            |
| 243                   | + 800,65        | 1 ½, 2               | 80,75            |

Blindschächte
| Schachtbezeichnung | von      | nach                | Gesamtteufe in m |
| ------------------ | -------- | ------------------- | ---------------- |
| Gesenk 1           | 1. Sohle | 1 ½. Sohle          | 30,00            |
| Gesenk 2           | 1. Sohle | 2. Sohle            | 65,00            |
| Gesenk 3           | 2. Sohle | kein Sohlenanschlag |                  |
| Gesenk KR 1        | 2. Sohle | 2 ½. Sohle          | 19,00            |
| Gesenk KR 5        | 2. Sohle | 2 ½. Sohle          | 19,00            |
| Gesenk 675         | 2. Sohle | 2 ½. Sohle          | 19,00            |
| Gesenk 92-2/3      | 2. Sohle | 3. Sohle            | 39,00            |
| Blindschacht 325   | 2. Sohle | kein Sohlenanschlag | 67,40            |
| Gesenk 73          | 4. Sohle | 5. Sohle            | 20,00            |
| Gesenk I           | 5. Sohle | 6. Sohle            | 30,00            |
| Gesenk II          | 5. Sohle | 6. Sohle            | 30,00            |
| Gesenk III         | 5. Sohle | 6. Sohle            | 30,00            |
| Gesenk IV          | 5. Sohle | 6. Sohle            | 30,00            |
| Gesenk V           | 5. Sohle | 5 ¾. Sohle          | 19,70            |
| Gesenk VI          | 5. Sohle | 5 ½. Sohle          | 10,90            |
| Gesenk VII         | 5. Sohle | 7. Sohle            | 51,00            |
| Gesenk VIII        | 4. Sohle | 5. Sohle            | 20,00            |
| Gesenk X           | 5. Sohle | 6. Sohle            | 30,00            |
| Gesenk XI          | 5. Sohle | 6. Sohle            | 29,10            |
| Gesenk XII         | 5. Sohle | 6. Sohle            | 30,00            |
| Gesenk XIV         | 6. Sohle | 7. Sohle            | 21,00            |
| Gesenk XV          | 5. Sohle | 5 ¾. Sohle          | 21,00            |

In der 1947 beginnenden Erkundungsphase wurde nur der Friedrich August Stolln unter der Schachtnummer 40 aufgewältigt. Er war Ausgangspunkt der Untersuchungen. Vom Stollniveau aus wurde 1948 der Schacht 87 als Blindschacht geteuft und 1949 der Förderung übergeben. Aufgrund des nicht standfesten Deckgebirges wurde der Schacht später nach über Tage durchgetrieben und erhielt ein hölzernes Fördergerüst. Bei der Emanationsaufnahme des untersuchten Gebietes wurden die am Westhang und auf dem Plateau des Rabenberges festgestellten radioaktiven Anomalien mittels Schurfgräben untersucht und die ersten Schürfe geteuft.
Mit der Bestätigung des Abbauprojektes im Jahr 1948 wurde im November und Dezember 1948 mit den Stolln 146, 163, 164, 165, 166, 167 und 168 die Auffahrung der 1., 2., 3. und 3 ½. Sohle begonnen. Der Stolln 162 blieb ein Projekt.
Mit der Auffahrung der Stolln wurde die Schachtverwaltung 164 gegründet und eine administrative Abgrenzung zur Schachtverwaltung 87 geschaffen. Die Schachtverwaltung 164 bebaute die Lagerstätte auf den Sohlen 1 bis 3. Zu ihr gehörten die Stolln 163, 164, 165, 166, 168, 233, 234 und 243 sowie der Schacht 243. Die Schachtverwaltung 87 baute auf den Sohlen 3 bis 7. Zu ihr gehörten die Stolln 40, 146, 167 und 232, der Schurf 16 sowie der Schacht 87. 
Auf dem Rabenberg wurden 5 Schürfe geteuft und die 0 Sohle aufgefahren.
Im Jahr 1949 wurden die Arbeiten intensiviert. Im März begann die Auffahrung der Stolln 232, 233, 234 und 243. Die 5. Sohle wurde über die Gesenke VIII und 73, sowie über den Schacht 87 aufgefahren. Im Mai begann die Teufe der Schächte 204, 205 und 243. Auf dem Rabenberg begann die Auffahrung der 1. Sohle.
Die auf dem Rabenberg geteuften Schächte 204 und 205 sowie der Stolln 3 gehörten zur ebenfalls 1949 gegründeten Schachtverwaltung 204. Die 2. Sohle der Schachtverwaltung war mit der 1. Sohle der Schachtverwaltung 164 identisch und stand mit dieser über die Querschläge 166 und 1-8 in Verbindung.
Die Vortriebsarbeiten wurden auf allen Sohlen intensiviert und die ersten 24,22 t Uran abgebaut. Die Arbeiten auf der 0 Sohle wurden zum Jahresende eingestellt.
Im März 1950 wurde der Schacht 204 der Produktion übergeben und mit der Auffahrung des Stolln 3 (Wolfgang Stolln) begonnen. Die Teufe des Schachtes 205 wurde nach dem Erreichen der 2. Sohle eingestellt. Der Schacht hatte nur auf der Füllortseite einen Revieranschluss. Er blieb bedeutungslos. Im April ging der Schacht 243 in Produktion. Im August wurde mit der Teufe des Blindschachtes 325 begonnen. Die 5 ½. Sohle wurde im Nordfeld über das Gesenk VI aufgefahren. Die 5 ¾. Sohle wurde im Nordfeld über das Gesenk V und im Südfeld über das Gesenk XV erschlossen. Auch die 6. Sohle bestand aus zwei Teilfeldern. Im Nordfeld wurde sie über die Gesenke I, II, III, IV, VII, X und XI und im Südfeld über das Gesenk XII aufgefahren. Bis Jahresende wurden 46,28 t Uran gewonnen.
Im Jahr 1951 wurden die Zwischensohle 1 ½ in der Schachtverwaltung 204 vom Schacht 204 und den Gesenken 1 und 2, sowie in der Schachtverwaltung 164 vom Kapitalüberhauen 14 und dem Schacht 243 aufgefahren. Die 2 ½. Sohle wurde in 3 Teilbereichen über die Gesenke 1, 5 und 675 aufgefahren. Im September erfolgte auf der 1. Sohle auf dem Querschlag 1-8 der Durchschlag mit der 2. Sohle der Schachtverwaltung 204. Im November wurde die Teufe des Blindschachtes 325 ohne Sohlenanschlag eingestellt. Die Uranproduktion erreichte nur 35,55 t.
Im Jahr 1952 wurde am Schacht 204 die 1 ¾. Sohle aufgefahren. Von der 2. Sohle wurde das Gesenk 3 geteuft, aber im selben Jahr ohne Sohlenanschlag wieder eingestellt. Am Ende des Jahres wurde der Betrieb auf der 1., der 1 ½. und der 2. Sohle, in der Schachtverwaltung 164 die 1. Sohle, eingestellt. Das Uranausbringen konnte noch einmal auf 46,22 t gesteigert werden.
Im Jahr 1953 endeten mit der Einstellung der Arbeiten auf der 1 ¾. Sohle die Bergarbeiten im Bereich der Schachtverwaltung 204. Auch auf den Sohlen 1 ½ der Schachtverwaltung 164 und den Sohlen 5 ½ sowie 5 ¾ der Schachtverwaltung 87 wurden die Arbeiten eingestellt. Das Uranausbringen schätzt man laut Chronik der Wismut auf 39 t.
Im Jahr 1954 wurde die 7. Sohle in 2 Teilbereichen aufgefahren. Im Nordfeld durch das Gesenk VII und im Südfeld durch das Gesenk XIV. Im Südfeld wurden nach dem Sohlenanschlag die Arbeiten eingestellt. Ebenfalls stillgelegt wurden die Sohlen 2 ½ und 3. Die Urangewinnung schätzt man auf 28 t.
Nach dem Abbau der Restflächen wurden die Arbeiten auf den noch betriebenen Sohlen 2, 4, 5, 6 und 7 zum Jahresende 1955 eingestellt und mit den Raubarbeiten begonnen. Die Urangewinnung wird auf 12 t geschätzt.
Die benachbarte Lagerstätte Neuoberhaus wurde im Süden im Bereich der Siedlung Neuoberhaus auf der 4., 5. 5 ¾. und 6. Sohle unterfahren. Auf der 3. Sohle Seifenbach-Rabenberg besteht im Südosten über die Strecke 125-2-33 eine söhlige Verbindung zur 2. Sohle der Lagerstätte Neuoberhaus.

### Eingesetzte Fördertechnik
Die Schächte waren Typenprojekte mit einem lichten Querschnitt von 8,5 m2. Die Schächte 87, 204 und 205 förderten mit je einer Maschine und einem Hunt im Fördergestell. Der Schacht 243 verfügte zur Förderung über eine Skipanlage. Zum Einsatz kamen bei den Schächten 204 und 243 Fördermaschinen des Typs FW 22. Die Schachtkonstruktionen waren einfache Holzfördergerüste mit einer Höhe von 18 m (bei Schacht 204) bzw. 17 m (bei Schacht 243). In der Streckenförderung kamen als Zugmittel 33 Akkuloks vom Typ Metallist sowie eine Fahrdrahtlok unbekannten Typs zum Einsatz. Zur Erz- und Masseförderung wurden Hunte mit einem Inhalt von 0,65 m3 und einer Spurweite von 600 mm eingesetzt.

### Wetterführung
Die Bewetterung des Grubengebäudes erfolgte saugend. Im Einsatz waren 101 Grubenlüfter mit einer Kapazität zwischen 4.000 und 25.000 m3/h. Die Gesamtleistung betrug 1.041.000 m3/h.

### Wasserhaltung
Daten über die Wasserhaltung gibt es nur für das Grubengebäude des Schachtes 204. Der Wasserzulauf betrug durchschnittlich 70 m3/h. Zur Wasserhaltung waren auf der 1., 1 ½. und 2. Sohle 9 Pumpen mit einer Förderleistung von 360 m3/h installiert.

### Haldenwirtschaft
Die Halden wurden auf drei Niveaus entlang des Seifenbach- und Schwarzwassertales gekippt. In der ersten Stufe wurde die Haldenfront vom Schacht 87 über die Stolln 146 und 232 gekippt. Nach Erschöpfung des freien Raums wurden die Haldenmassen über den Schrägaufzug 2 auf das nächste Haldenniveau befördert. Das erstreckte sich vom Stolln 233 über die Stolln 243, 164 bis zum Stolln 168. Von hier führte eine Brücke über das Seifenbachtal und weiter Haldenmassen wurden am Stolln 165 verkippt. Im obersten Niveau verlief die Haldenschüttung an den Stolln 166 und 234. Über den Schrägaufzug 1 wurde überschüssiges Haldenmaterial auf die verschiedenen Niveaus verteilt. Am Schacht 243 und am Stolln 3 wurden Tafelhalden geschüttet. Am Schacht 204 wurden die Bergemassen in zwei Terrakonikhalden aufgeschüttet. Für den Transport der Haldenmassen zu den Haldenkomplexen wurden 10 Akkuloks vom Typ Metallist eingesetzt.